# Aéroport international Rafael Núñez
Pour les articles homonymes, voir CTG.
L'Aéroport international Rafael Núñez (code IATA : CTG • code OACI : SKCG) est un aéroport international situé dans la ville de Carthagène des Indes, en Colombie.

## Situation

### Carte des aéroports de Colombie
| \| 20 km1:4 119 000 \| Acandí Apartadó / Carepa Araracuara Arauca Armenia Bahía Solano Barrancabermeja Barranquilla / Soledad Bogota Bucaramanga · Lebrija Buenaventura Cali Carthagène · des Indes Corozal Cúcuta Florencia Guapi Ibagué Ipiales · Aldana La Chorrera La Pedrera Leticia Maicao Manizales Medellín Medellín O. H. Mitú Montería Neiva Nuquí Ocaña Pereira Popayán Providencia Puerto · Asís Puerto · Carreño Quibdó Riohacha San Andrés San José · del Guaviare San Juan · de Pasto San Vicente · del Caguán Santa Marta Saravena Tame Tumaco Valledupar Villavicencio Yopal |
| 20 km1:4 119 000 |

## Compagnies et destinations
| Compagnies               | Destinations |
| ------------------------ | --- |
| Air Century              | Saint-Domingue-Dr. J. Balaguer |
| Air Transat              | En saison : Montréal (P.-E.-Trudeau), Toronto (Pearson) |
| American Airlines        | Miami |
| Arajet                   | Saint-Domingue Las Américas |
| Avianca                  | - Bogota-El Dorado, - Bucaramanga-Palonegro, - Cali-Alfonso-Bonilla-Aragón, - Medellín-J. M. Córdova, - Miami, - New York-John F. Kennedy, - Pereira Matecaña |
| Avianca Costa Rica       | San José-J. Santamaría |
| Clic                     | Armenia-El Edén, Bucaramanga-Palonegro, Cúcuta, Manizales (en)                                                                                                |
| Copa Airlines            | Panama-Tocumen |
| Delta Air Lines          | Atlanta H.-Jackson |
| Edelweiss Air            | Zurich |
| JetBlue Airways          | New York-John F. Kennedy |
| JetSmart Perú            | Lima-J. Chávez |
| KLM                      | Amsterdam |
| LATAM Colombia           | Bogota-El Dorado, Cali-Alfonso-Bonilla-Aragón, Medellín-J. M. Córdova, San Andrés-G. R. Pinilla                                                               |
| LATAM Perú               | Lima-J. Chávez |
| Plus Ultra Lineas Aéreas | Madrid-Barajas |
| Spirit Airlines          | Fort Lauderdale-Hollywood, Orlando |
| Wingo                    | Bogota-El Dorado, Cali-Alfonso-Bonilla-Aragón, Medellín-J. M. Córdova, Balboa, Panama, San Andrés-G. R. Pinilla                                               |

Édité le 08/04/2018  Actualisé le 18/12/2023

## Statistiques
Pour des raisons techniques, il est temporairement impossible d'afficher le graphique qui aurait dû être présenté ici.

Voir la requête brute et les sources sur Wikidata.